# Distinzione ontologica
Una distinzione, in filosofia, costituisce quel tipo di astrazione fondamentale che implica il riconoscimento della differenza.
In ambito ontologico essa si basa su una differenza nel modo o nella categoria dell'essere.

## Esempi filosofici di distinzione
Sin dalla filosofia classica ricorrono diverse tipologie di distinzione, in particolare vi è la distinzione meramente logica o virtuale, come ad esempio la differenza tra concavità e convessità, che implica la formulazione mentale di due definizioni, la quale però non trova riscontro al di fuori di questa stessa dialettica della mente, poiché qualsiasi linea concava non sarebbe che una linea convessa considerata dalla prospettiva opposta.
Una distinzione reale implica invece un livello di separazione ontologica, come quando ad esempio gli scoiattoli vengono distinti dai lama (perché l'affermazione dell'uno non implica quella dell'altro). Una distinzione reale è quindi diversa da una meramente concettuale, poiché in una distinzione reale uno dei termini può trovare realizzazione nella realtà senza che l'altro sia realizzato.
Alcune distinzioni rilevanti per la storia della filosofia occidentale includono:
- necessità e contingenza;
- procedimento induttivo e deduttivo;
- atto e potenza, distinzione aristotelica riguardante le leggi dello sviluppo;[4]
- essenza ed esistenza, in modo tale che l'essenza di una cosa è in potenza all'esistenza di una cosa, che è l'attualità di quella cosa.[5]
- analisi e sintesi, distinzione introdotta da Kant, per la quale le affermazioni analitiche contengono in sé un proprio predicato (ad esempio «un padre è maschio»), mentre quelle sintetiche uniscono al soggetto un predicato nuovo;
- a priori e a posteriori, distinzione riguardante una conoscenza non derivante dall'esperienza oppure sì;
- fenomeno e cosa in sé, distinzione nel kantismo tra il modo in cui qualcosa appare e com'è realmente.[6]

Nell'idealismo storicista di Benedetto Croce, la distinzione più che la dialettica degli opposti è ciò che caratterizza la vita dello Spirito, articolata nei quattro momenti dell'arte, della logica, dell'economia e dell'etica, che risultano a suo avviso collegati dal nesso dei distinti anziché dal rapporto di opposizione dell'aufhebung («togliere-conservare»).

## Distinzione ontologica
Una distinzione ontologica separa processi o stati multipli da un singolo essere. Molte distinzioni di questo tipo sono combinate in uno schema o in una qualsiasi ontologia più ampia. Esistono anche distinzioni ordinarie che non riguardano una ontologia fondamentale né un numero molto grande di esercizi di categorizzazione - ciò che rende una distinzione "ontologica" è la sua asserzione di verità, di essere sufficiente in sé per permettere una ignoranza o una confusione di categoria. Una distinzione operativa, richiesta per guidare l'azione, può essere o meno in relazione uno a uno con una data distinzione ontologica.
Nella programmazione o nella progettazione di sistemi, una distinzione ontologica viene trovata solitamente nella fase di analisi del dominio o analisi dei requisiti, mentre le distinzioni operative sono lasciate per ultime durante la programmazione stessa (in definitiva, una serie di decisioni di commutazione o diramazione, quando il programma è compilato in codice oggetto). La "fase di progettazione" solitamente consiste di distinzioni ordinarie, p. es. pseudo-codice, metafore eterogenee, deboli analogie, che non sono di carattere chiaramente e puramente ontologico o operativo, e non si legano direttamente né alla cognizione dell'utente né al set d'istruzioni del codice macchina del processore.
Un esempio di una distinzione ontologica è la distinzione tra persone viventi e personaggi immaginari di un romanzo. Un ulteriore esempio è il dualismo cartesiano tra corpo e mente, della maggior parte del pensiero illuministico. Cartesio riteneva che esistessero due regni disgiunti dell'esistenza, quello del corpo, e quello della mente, ma non era strettamente un dualista poiché vedeva l'immaginazione come il necessario collegamento, ed i sogni come la necessaria espressione, dove il corpo incontrava la mente. Ciò ebbe un'influenza molto sostanziale sull'ontologia fondamentale scientifica del XIX e XX secolo, basata prima su {\displaystyle F=ma} e sulla tavola periodica, poi su {\displaystyle E=mc^{2}} e sulla fisica delle particelle. In entrambi i casi, l'applicazione del dualismo cartesiano non fu mai messa in discussione - più recentemente le distinzioni ontologiche riguardanti il corpo osservatore, la sua cognizione, le sue priorità ed etiche investigative, hanno procurato seri dubbi in proposito attraverso la filosofia dell'azione.
Una volta che certe distinzioni vengono considerate fondamentali, ad esempio nell'architettura del software, possono essere espresse come un insieme di assiomi di quella che talvolta viene detta ontologia fondamentale. Ciò esprime solo un concetto limitato di esistenza condiviso solo dagli utenti, e da quelli che sono interessati dalle azioni degli utenti, dei programmi basati su tale architettura. Tali distinzioni possono anche essere semplici o ordinarie e non devono necessariamente essere ontologiche, ma le più fondamentali potrebbero certamente esserlo, ed interessare l'espressione e l'azione attraverso il mezzo di quel programma. Questa è di per sé una controversia, poiché non tutti accettano la simulazione come capace di esprimere un qualsiasi modo di essere.
La distinzione ontologica più importante è quella tra i vivi ed i morti. Quando qualcuno muore, necessariamente, la loro immaginazione ed i loro sogni non sono più presenti, e sono soltanto le loro memorie, i loro scritti, o le ispirazioni altrui che rimangono. Può essere difficile a questo punto distinguere tra una persona morta di cui è stata scritta una biografia, ed una persona immaginaria.
Un'altra importante distinzione ontologica è la "legge di non identità", detta anche legge di individualità, di Alfred Korzybski, che afferma che due persone, situazioni, o stadi di un processo non sono mai identici in tutti i dettagli. Korzybski rilevò che abbiamo meno parole ed idee che esperienze, e che ciò tende a condurre all'identificazione ("confusione") di due o più situazioni.
L'esistenza o non esistenza di Dio è un'altra distinzione ontologica di base, e forse quella che ha generato più dibattito nel mondo occidentale - da Anselmo a Kurt Gödel ci sono state molte "dimostrazioni ontologiche di Dio", ognuna fondata su molte altre distinzioni ontologiche suscettibili di dubbi. In ogni caso, chiunque verifichi queste dimostrazioni essendo d'accordo con le distinzioni ontologiche che fanno o non fanno, volendo confondere o ignorare certi concetti in linea con tali distinzioni, dovrebbe secondo questi autori essere disposto ad accettare una dimostrazione ontologica di Dio.
Ciò dimostra una caratteristica di base di una distinzione ontologica, contrapposta ad una operativa - una distinzione ontologica è astratta e guida la cognizione e la percezione, non può guidare direttamente l'azione. Qualsiasi distinzione operativa applicata in pratica, p. es. mettere la mano su un fornello caldo o no, porta con sé un'opportunità di apprendere o ritrattare la distinzione basandosi sull'esperienza, cioè tirarla indietro velocemente ed imparare a non farlo più. Anche se l'atto non sarà interamente annullato, non è necessario decidere una volta che i fornelli in tutti gli stati sono sicuri per posarci le mani, e poi crederci per sempre. Mentre, in generale è più difficile ritrattare o apprendere da una distinzione ontologica, poiché interessa la confusione fondamentale di categorie o l'ignoranza della stessa complessità cognitiva - una volta deciso di etichettare due cose come "lo stesso", p. es. "due mele", o di ignorare qualcosa, p. es. il "principio di legalità", diventa relativamente difficile distinguere sottocategorie o diventare consapevoli di nuove sottili distinzioni al di sotto del livello delle proprie convinzioni ontologiche.
Questo fenomeno è spesso detto "ignoranza costruttiva" o "utile confusione" o (nella programmazione orientata agli oggetti) "polimorfismo" - un processo di livello "superiore" diviene volutamente ignorante di sottili differenze tra gli elementi o le situazioni o le azioni "al di sotto", e li confonde liberamente. Nella psicologia, è osservato in relazione alla distinzione cognitiva nei processi dell'apprendimento linguistico e nell'impossibilità di apprendere nuovi suoni più tardi nella vita. Nelle scienze sociali, viene studiato nella dinamica dei gruppi come "pensiero di gruppo".

### Distinzione ontologica e operativa
Non c'è una linea di divisione chiara ed obiettiva fra una distinzione ontologica, operativa (parte di un processo) ed ordinaria (parte della cultura), In molti casi, un gruppo sostiene che una distinzione sia ontologica, mentre altri la considerano molto meno importante. Si consideri l'impatto dell'asserzione che alcune persone siano immaginarie se tali persone sono ampiamente seguite come esempi morali:
La teologia tende a fondarsi su asserzioni della verità dell'esistenza di figure fondanti (Rāma, Krishna, Noè, Abramo, Mosè, Gesù, Maometto), e su una distinzione ontologica tra ispirazione divina e convinzioni ed atti ordinari di tali figure o dei loro seguaci.
In ciò, la teologia tende ad entrare in conflitto con la filosofia poiché questa non può ammettere argomentazioni basate sull'autorità o accettare gerarchie formali dei dispensatori o trascrittori di conoscenza. Chiunque deve poter equamente raggiungere lo stesso livello di abilità nel fare distinzioni. Lao Tze, Confucio, Maometto e Buddha lo insegnarono, ma, le loro stesse distinzioni (riferite) sono salite allo stato ontologico tra i seguaci, alcuni dei quali non sembrano riconoscere che insegnarono come distinguere, non quali distinzioni andavano fatte. La filosofia in generale vede tali figure per lo più come eticisti.
Un'altra questione è che la teologia tende a vedere come più fondamentali le distinzioni ontologiche riguardanti l'etica, mentre la filosofia è più propensa a vedere l'epistemologia come prioritaria all'etica. Questa potrebbe essere la differenza più cruciale. È stato spesso osservato, p. es. da George Berkeley, che il pensiero cattolico romano colloca la teologia al vertice delle scienze mentre gli Anglicani ed altre sette protestanti vi mettono la filosofia. Questa è di per sé una distinzione ontologica fondamentale, quella di come tali distinzioni sono fatte.
Alcuni movimenti si dedicano a mettere in dubbio le distinzioni prevalenti e la loro imposizione sociale, anche al livello ontologico. Robert Anton Wilson riferisce che "i Dadaisti, in totale ribellione contro la pazzia della guerra e la generale pazzia di tutto il resto, tennero letture poetiche dove il poeta era soffocato dal rumore creato da altri Dadaisti. Avevano esposizioni artistiche dove al pubblico si fornivano accette alla porta e si diceva di distruggere qualsiasi quadro che non piacesse. Tenevano lezioni negli orinali pubblici, In breve, iniziarono la rivoluzione "post-moderna" contro le "identità" convenzionali ed il linguaggio che divide cose e persone in classi."
Similmente il movimento verde tenta in modo più disciplinato di abbattere alcune distinzioni, promuovendone altre, particolarmente la coscienza degli sprechi o scarti come un male, e della biodiversità come una virtù.  Questo è uno di tanti movimenti con un codice morale in concorrenza con quelli della religione o della scienza, che tenta di rivolgersi al processo della creazione di distinzioni. La lista di Bernard Crick delle virtù politiche è un tentativo di applicare tale distinzione alla politica.
Alcuni movimenti, p. es. il relativismo etico, lo scientismo, negano che qualsiasi distinzione abbia uno stato morale prioritario, e che solo alcune, p. es. la legge o il metodo scientifico, siano qualificate per prendere decisioni importanti ed impegnative - nel qual caso le distinzioni fatte da queste in pratica divengono implicitamente ontologiche.
Il nichilismo estremo ed alcune branche dell'anarchismo negano che qualsiasi distinzione ontologica abbia la minima importanza, e le vedono come semplici mezzi di estensione del potere.